# Lucca Mesinas
Lucca Mesinas Novaro (* 20. April 1996 in Lima) ist ein peruanischer Surfer.

## Biografie
Lucca Mesinas wuchs in Máncora auf. Er gewann bei den ISA World Surfing Games 2016 Silber und zwei Jahre später Bronze. Bei den Panamerikanischen Spielen 2019 wurde er der erste Goldmedaillengewinner im Surfen. Durch einen 7. Platz bei den ISA World Surfing Games 2021 qualifizierte er sich für die im Sommer 2021 ausgetragenen Olympischen Spiele in Tokio. Dort war er bei der Eröffnungsfeier zusammen mit Daniella Rosas, die ebenfalls im Surfen antrat, Fahnenträger seines Landes. Seit 2021 startet Mesinas in der World Surf League und wurde 2023 Weltmeister mit der peruanischen Mannschaft.